# Беліз (місто)
Белі́з (род. відмінок Беліза; англ. Belize City) — місто у Белізі, колишній адміністративний центр англійської колонії Британський Гондурас в Центральній Америці.
Найбільше місто країни. Станом на 2014 рік населення міста становило 60 тисяч жителів (34 тисячі у 1953 році).
Порт на Карибському морі, через який експортується цінна деревина (особливо червоне дерево), смоли, кокосові горіхи, цитрусові. У районі Беліза розташовані лісопильні заводи, рибальство.